# BŠŠ Frýdek-Místek
BŠŠ Frýdek-Místek – czeski klub szachowy z siedzibą we Frydku-Mistku.

## Historia
Klub powstał w 1993 roku. W 2006 roku zespół uzyskał awans do Extraligi. W inauguracyjnym sezonie w pierwszej lidze czeskiej klub zajął szóste miejsce. Sezon 2007/2008 BŠŠ zakończył na trzecim miejscu w ligowych rozgrywkach, ulegając jedynie 1. Novoborskiemu ŠK i Mahrli Praga. Skład drużyny stanowili wówczas m.in. Wiaczesław Dydyszko, Siergiej Azarow, Igors Rausis, Rafał Antoniewski i Jana Jacková. To osiągnięcie powtórzono w 2014 i 2016 roku. W 2022 roku klub zadebiutował w Pucharze Europy. BŠŠ wygrał wówczas z Clubem 64 Modena, Jyväs-Shakki i KSH Dardania, a przegrał z Göktürk Satranç SK, Leidsch SG, ŠK Modra i Deniz Su Aquamatch Satranç, uzyskując w klasyfikacji końcowej 46. miejsce. W sezonie 2022/2023 zespół zajął trzecie miejsce w Extralidze. W 2025 roku klub ponownie zajął trzecią pozycję w lidze.

## Arcymistrzowie w historii klubu
- Rafał Antoniewski[11]
- Siergiej Azarow[12]
- Witalij Bernadskij[13]
- Wiaczesław Dydyszko[12]
- Alaksiej Fiodarau[11]
- Wasyl Iwanczuk[14]
- Andrej Kawalou[15]
- Marcin Krzyżanowski[16]
- Anton Korobow[11]
- Zigurds Lanka[17]
- Grzegorz Nasuta[16]
- Igors Rausis[5]
- Vladimír Talla[15]
- Andrej Żyhałka[11]